# ليمان بيج
ليمان بيج (بالإنجليزية: Lyman Page) (و. 1957 – م) هو عالم فلك، وفيزيائي، وأستاذ جامعي من الولايات المتحدة الأمريكية . ولد في سان فرانسيسكو . وهو عضواً في الأكاديمية الأمريكية للفنون والعلوم .

## التعليم
تعلم في كلية بودوين

## مناصب وهيئات
أدار جامعة برنستون.

## الجوائز والتكريم
- جائزة الفيزياء الأساسية (2018). [10]
- جائزة شو (2010).[11]
- جائزة آرونسون (2004)[12]